# Divisi dalla legge
Divisi dalla legge  (The Antagonists) è una serie televisiva statunitense in 9 episodi trasmessi per la prima volta nel corso di una sola stagione nel 1991.
È una serie del genere giudiziario incentrata sulle vicende di due avvocati di Los Angeles, Kate Ward, accusatrice ligia alle regole, e Jack Scarlett, procuratore della difesa, che segue una linea tutta sua.

## Personaggi e interpreti
- Kate Ward, interpretata da Lauren Holly.
- Jack Scarlett, interpretato da David Andrews.
- Gary (2 episodi, 1991), interpretato da Sean Stanek.

### Guest star
Tra le  guest star: Dey Young, Erich Anderson, Tony Simotes, Belinda Bauer, Stephen Davies, Harris Laskaway, Wil Leskin, Geoffrey Rivas, Al Pugliese, Christopher McDonald, Sean Faro.

## Produzione
La serie fu ideata da Daniel Pyne. e girata  a Los Angeles in California. Le musiche furono composte da Michael Convertino.

### Registi
Tra i registi della serie sono accreditati:
- Chip Chalmers in un episodio (1991)
- Rob Cohen in un episodio (1991)
- Charles Haid in un episodio (1991)
- Deborah Reinisch in un episodio (1991)
- Brad Silberling
- Aaron Lipstadt

### Sceneggiatori
Tra gli sceneggiatori della serie sono accreditati:
- Christopher Ames in un episodio (1991)
- Harold Rosenthal in un episodio (1991)
- Jeff Cazanov
- Robert Cochran
- Daniel Pyne
- Carolyn Shelby

## Distribuzione
La serie fu trasmessa negli Stati Uniti dal  26 marzo 1991 al 30 maggio 1991 sulla rete televisiva CBS. In Italia è stata trasmessa con il titolo Divisi dalla legge.

## Episodi
| Stagione       | Episodi | Prima TV USA |
| -------------- | ------- | ------------ |
| Prima stagione | 9       | 1991         |